# Smilodon gracilis
Smilodon gracilis ("gracilni Smilodon") bio je najmanji i najraniji od "smilodontskih" machairodontinskih sabljozubih mačaka. Prvi se put pojavio na teritoriju današnjih SAD prije 2,5 milijuna godina, vjerojatno kao nasljednik Megantereona, te živio do oko prije 500.000 godina. Živio je uglavnom u istočnim dijelovima Amerika.  

## Unutarnje poveznice
- Smilodon fatalis
- Smilodon populator